# Prinsesse Eugénie af Grækenland
Prinsesse Eugénie af Grækenland og Danmark (græsk: Πριγκίπισσα Ευγενία της Ελλάδας και Δανίας; 10. februar 1910–13. februar 1989) var en græsk prinsesse, der var datter af Prins Georg af Grækenland og Marie Bonaparte. Hendes far var den næstældste søn af Kong Georg 1. af Grækenland og Dronning Olga. Hun var gift med Fyrst Dominik Rainer Radziwill fra 1938 til 1946 og Prins Raymundo della Torre e Tasso, 2. Hertug af Castel Duino fra 1949 til 1965.

## Eksterne links
- Wikimedia Commons har flere filer relateret til Prinsesse Eugénie af Grækenland

|  | Artiklen om Prinsesse Eugénie af Grækenland kan blive bedre, hvis der indsættes et (bedre) billede. Du kan hjælpe ved at afsøge Wikimedia Commons for et passende billede eller uploade et godt billede til Wikimedia Commons iht. de tilladte licenser og indsætte det i artiklen. |